# Ultimate Diabolical
Albums de Biz Markie
Make the Music with Your Mouth, Biz
(2006)
Ultimate Diabolical est une compilation de Biz Markie, sortie le 9 octobre 2007.

## Liste des titres
| No  | Titre                              | Durée |
| --- | ---------------------------------- | ----- |
| 1.  | Make the Music With Your Mouth Biz | 4:57  |
| 2.  | Nobody Beats the Biz               | 5:05  |
| 3.  | Biz Is Goin' Off                   | 4:42  |
| 4.  | Vapors                             | 4:33  |
| 5.  | Just a Friend                      | 4:02  |
| 6.  | I Hear Music                       | 3:47  |
| 7.  | Spring Again                       | 4:06  |
| 8.  | What Comes Around Goes Around      | 4:02  |
| 9.  | Buck Wild                          | 3:33  |
| 10. | I'm the Biz Markie                 | 4:06  |
| 11. | Young Girl Bluez                   | 4:07  |
| 12. | Let Me Turn You On                 | 5:25  |